# Amphoe Bang Pakong
Amphoe Bang Pakong (Thai: อำเภอ บางปะกง) ist ein Landkreis (Amphoe – Verwaltungs-Distrikt) im Westen der Provinz Chachoengsao.  Die Provinz Chachoengsao liegt im östlichen Teil der Zentralregion von Thailand. 

## Geographie
Benachbarte Distrikte (von Norden im Uhrzeigersinn): Amphoe Ban Pho in der Provinz Chachoengsao, die Amphoe Phan Thong und Mueang Chonburi in der Provinz Chonburi, die Küste zum Golf von Thailand sowie Amphoe Bang Bo der Samut Prakan Provinz.
Der wichtigste Fluss ist der Maenam Bang Pakong, der im Landkreis Bang Pakong in den Golf von Thailand mündet. In den letzten 10.000 Jahren war das Gebiet großen Umweltveränderungen ausgesetzt; so gab es den höchsten Meeresspiegel vor 4.000 Jahren und seither zieht sich das Meer fast kontinuierlich zurück. Hier fand man Überreste einer bronzezeitlichen Fischersiedlung bei Nong Nor und Khok Phanom Di.
Der Bangkok-Chonburi Motorway und die Thanon Sukhumvit (als „Nationalstraße 3“) führen durch den Landkreis.

## Geschichte
Bang Pakong wurde im Jahr 1907 eingerichtet. Das erste temporäre Verwaltungsgebäude befand sich zunächst auf dem Gelände des Wat Bon Khongkharam วัดบนคงคาราม. 1908 verlegte die Regierung die Verwaltung an das Ufer des Maenam Bang Pakong im Tambon Tha Sa-an. Dort befindet es sich noch heute.

## Verwaltung

### Provinzverwaltung
Der Landkreis Bang Pakong ist in zwölf Tambon („Unterbezirke“ oder „Gemeinden“) eingeteilt, die sich weiter in 99 Muban („Dörfer“) unterteilen.
| Nr. | Name        | Thai    | Muban | Einw.  |
| --- | ----------- | ------- | ----- | ------ |
| 01. | Bang Pakong | บางปะกง | 10    | 14.732 |
| 02. | Tha Sa-an   | ท่าสะอ้าน | 08    | 07.334 |
| 03. | Bang Wua    | บางวัว   | 14    | 12.959 |
| 04. | Bang Samak  | บางสมัคร | 09    | 13.891 |
| 05. | Bang Phueng | บางผึ้ง   | 07    | 02.185 |
| 06. | Bang Kluea  | บางเกลือ | 07    | 04.322 |
| 07. | Song Khlong | สองคลอง | 10    | 09.261 |
| 08. | Nong Chok   | หนองจอก | 09    | 03.649 |
| 09. | Phimpha     | พิมพา    | 04    | 03.339 |
| 10. | Tha Kham    | ท่าข้าม   | 08    | 07.789 |
| 11. | Hom Sin     | หอมศีล   | 06    | 05.102 |
| 12. | Khao Din    | เขาดิน   | 07    | 02.574 |

### Lokalverwaltung
Es gibt zehn Kommunen mit „Kleinstadt“-Status (Thesaban Tambon) im Landkreis:
- Bang Pakong Phrom Thep San (Thai: เทศบาลตำบลบางปะกงพรหมเทพรังสรรค์) bestehend aus Teilen des Tambon Bang Pakong.
- Bang Samak (Thai: เทศบาลตำบลบางสมัคร) bestehend aus Teilen des Tambon Bang Samak.
- Bang Phueng (Thai: เทศบาลตำบลบางผึ้ง) bestehend aus dem kompletten Tambon Bang Phueng.
- Tha Kham (Thai: เทศบาลตำบลท่าข้าม) bestehend aus dem kompletten Tambon Tha Kham.
- Tha Sa-an (Thai: เทศบาลตำบลท่าสะอ้าน) bestehend aus Teilen des Tambon Tha Sa-an.
- Hom Sin (Thai: เทศบาลตำบลหอมศีล) bestehend aus Teilen des Tambon Hom Sin.
- Bang Pakong (Thai: เทศบาลตำบลบางปะกง) bestehend aus Teilen des Tambon Bang Pakong.
- Bang Wua (Thai: เทศบาลตำบลบางวัว) bestehend aus den Teilen der Tambon Bang Wua, Bang Samak, Bang Kluea.
- Phimpha (Thai: เทศบาลตำบลพิมพา) bestehend aus dem kompletten Tambon Phimpha.
- Bang Wua Khana Rak (Thai: เทศบาลตำบลบางวัวคณารักษ์) bestehend aus Teilen des Tambon Bang Wua.

Außerdem gibt es sechs „Tambon-Verwaltungsorganisationen“ (องค์การบริหารส่วนตำบล – Tambon Administrative Organizations, TAO)
- Tha Sa-an (Thai: องค์การบริหารส่วนตำบลท่าสะอ้าน) bestehend aus Teilen des Tambon Tha Sa-an.
- Bang Kluea (Thai: องค์การบริหารส่วนตำบลบางเกลือ) bestehend aus Teilen des Tambon Bang Kluea.
- Song Khlong (Thai: องค์การบริหารส่วนตำบลสองคลอง) bestehend aus dem kompletten Tambon Song Khlong.
- Nong Chok (Thai: องค์การบริหารส่วนตำบลหนองจอก) bestehend aus dem kompletten Tambon Nong Chok.
- Hom Sin (Thai: องค์การบริหารส่วนตำบลหอมศีล) bestehend aus Teilen des Tambon Hom Sin.
- Khao Din (Thai: องค์การบริหารส่วนตำบลเขาดิน) bestehend aus dem kompletten Tambon Khao Din.